# Vittoria Colonna Malatesta
Vittoria Colonna (1407 – Paliano, 1464) è stata una nobile italiana, signora consorte di Pesaro.

## Biografia

Stemma della famiglia Colonna

Era figlia di Lorenzo Onofrio Colonna, gran camerlengo del Regno di Napoli, e Sveva Caetani; sorella di Caterina, Antonio, Prospero ed Odoardo Colonna e nipote di papa Martino V.

## Matrimonio
Sposò il 18 luglio 1423 Carlo II Malatesta, signore di Pesaro (Guillaume Dufay compose per l'occasione Resvelliés vous e la Messa omonima, 1423 18 luglio: nozze Carlo Malatesta e Vittoria Colonna). Dalle nozze non nacquero figli.
Rimase accanto al marito durante le numerose traversie della sua signoria, tra cui la cacciata da Pesaro nel 1431, assicurandogli l'aiuto di Guidantonio da Montefeltro, marito della sorella Caterina, grazie a cui il Malatesta poté rientrare in città nel 1433 e regnare fino alla morte avvenuta il 14 novembre 1438.

## Il complotto contro Alessandro Sforza
Nel 1444 il cognato di Vittoria, Galeazzo "l'Inetto", vendette Pesaro a Francesco Sforza per 20.000 fiorini, decretando così la fine del dominio malatestiano sulla città.
A Vittoria fu assegnato il castello di Tomba (presso Senigallia), ma non rinunciò a far valere la propria influenza a Pesaro, complice il matrimonio della nipote Sveva con il nuovo signore della città, Alessandro Sforza.
Quest'ultimo, convintosi (pare, non a torto) dell'esistenza di un complotto per riportare i Malatesta al potere, nel 1457 allontanò da Pesaro la moglie e l'ingombrante zia Colonna.

A Vittoria non restò che ritirarsi al castello di Tomba, che fece munire di un'alta torre recante la seguente dedica: 
HOC OPUS FECIT FIERI MAGNIFICA DOMINA VICTORIA COLUMNENSIS DE MALATESTIS MCCCCLVII DIE TERTIA NOVEMBRIS
Malgrado la sua morte venga erroneamente collocata intorno al 1457-58 da alcuni autori, Vittoria testò il 6 agosto 1464 e morì poco dopo, all'età di cinquantasette anni, e fu sepolta nella basilica dei Santi XII Apostoli a Roma, nella cappella di famiglia votata a San Francesco, accanto all'amato fratello Prospero.